# Michel Adopo
Michel Ndary Adopo (Villeneuve-Saint-Georges, 19 de julio de 2000) es un futbolista francés. Juega de centrocampista y su equipo es el Cagliari Calcio de la Serie A de Italia.

## Trayectoria
Adopo entró a las inferiores del Torino F. C. en 2017, y debutó en la Serie A el 5 de enero de 2020 ante la Roma.
En enero de 2021 cedido al Viterbese de la Serie C.
En julio de 2023 fichó por la Atalanta B. C.

## Estadísticas
Actualizado al último partido disputado el 23 de mayo de 2025.
| Club                     | Div.          | Temporada     | Liga  | Liga  | Copas nacionales | Copas nacionales | Copas internacionales | Copas internacionales | Total | Total |
| Club                     | Div.          | Temporada     | Part. | Goles | Part.            | Goles            | Part.                 | Goles                 | Part. | Goles |
| ------------------------ | ------------- | ------------- | ----- | ----- | ---------------- | ---------------- | --------------------- | --------------------- | ----- | ----- |
| Torino F. C. · Italia    | 1.ª           | 2019-20       | 2     | 0     | 0                | 0                | —                     | —                     | 2     | 0     |
| U. S. Viterbese · Italia | 3.ª           | 2020-21       | 16    | 1     | 0                | 0                | —                     | —                     | 16    | 1     |
| U. S. Viterbese · Italia | 3.ª           | 2021-22       | 34    | 2     | 0                | 0                | —                     | —                     | 34    | 2     |
| U. S. Viterbese · Italia | Total club    | Total club    | 50    | 3     | 0                | 0                | 0                     | 0                     | 50    | 3     |
| Torino F. C. · Italia    | 1.ª           | 2022-23       | 9     | 0     | 2                | 1                | —                     | —                     | 11    | 1     |
| Torino F. C. · Italia    | Total club    | Total club    | 11    | 0     | 2                | 1                | 0                     | 0                     | 13    | 1     |
| Atalanta B. C. · Italia  | 1.ª           | 2023-24       | 10    | 0     | 0                | 0                | 1                     | 0                     | 11    | 0     |
| Atalanta B. C. · Italia  | Total club    | Total club    | 10    | 0     | 0                | 0                | 1                     | 0                     | 11    | 0     |
| Cagliari Calcio · Italia | 1.ª           | 2024-25       | 35    | 1     | 3                | 0                | —                     | —                     | 38    | 1     |
| Cagliari Calcio · Italia | Total club    | Total club    | 35    | 1     | 3                | 0                | 0                     | 0                     | 38    | 1     |
| Total carrera            | Total carrera | Total carrera | 106   | 4     | 5                | 1                | 1                     | 0                     | 112   | 5     |

## Palmarés

### Títulos internacionales
| Título                 | Equipo         | Sede   | Año  |
| ---------------------- | -------------- | ------ | ---- |
| Liga Europa de la UEFA | Atalanta B. C. | Dublín | 2024 |

## Vida personal
Nacido en Francia, Adopo es descendiente senegalés, indú y vietnamita.